# Pittsfield, Illinois
Pittsfield là một thành phố thuộc quận Pike, tiểu bang Illinois, Hoa Kỳ. Năm 2010, dân số của thành phố này là 4576 người.

## Dân số
Dân số qua các năm:
- Năm 2000: 4211 người.
- Năm 2010: 4576 người.